# Гореній Глободол
Гореній Глободол (словен. Gorenji Globodol) — поселення в общині Мирна Печ, регіон Південно-Східна Словенія, Словенія.